# Monterey megye
Monterey megye az Amerikai Egyesült Államokban, azon belül Kalifornia államban található. Lakosainak száma 439 035 fő (2020. április 1.). Monterey megye Fresno, San Benito, San Luis Obispo, Kings és Santa Cruz megyékkel határos.

## Népesség
A megye népességének változása:
| Lakosok száma | 1872 | 18 637 | 24 146 | 130 498 | 250 071 | 416 342 | 421 343 | 428 826 | 433 898 | 439 035 |
|               | 1850 | 1890   | 1910   | 1950    | 1970    | 2010    | 2011    | 2013    | 2015    | 2020    |